# L'Institution de l'eucharistie (Juste de Gand)

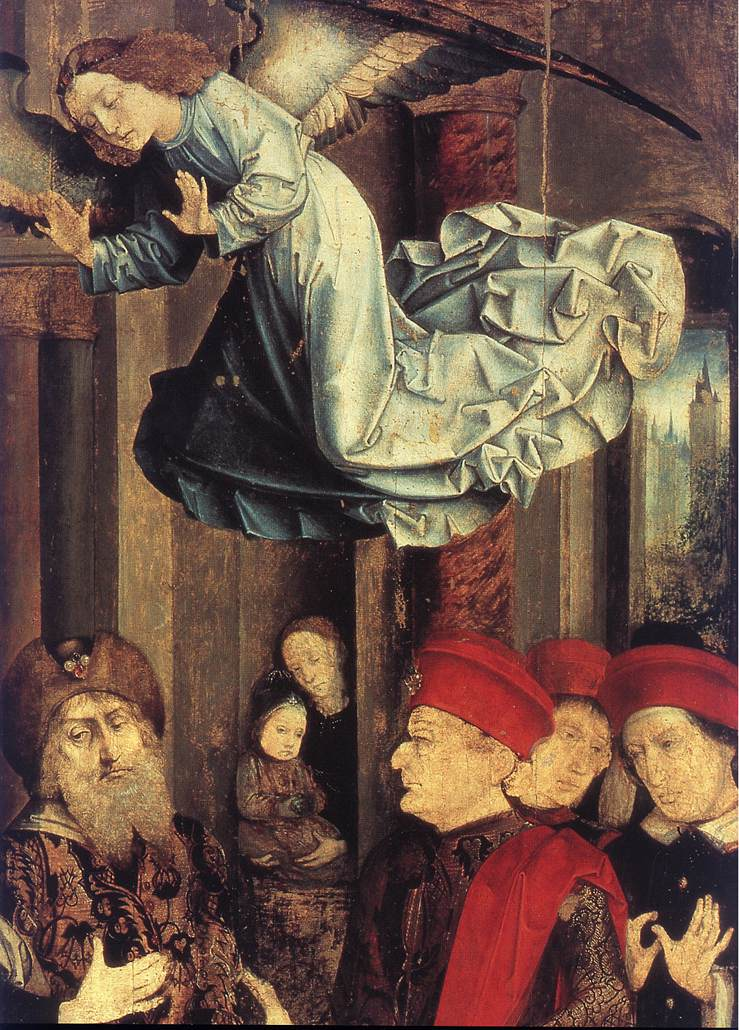
Présence de Federico da Montefeltro à droite du tableau.

L'Institution de l'eucharistie ou Communion des apôtres (en italien, Pala del Corpus Domini) est une peinture de Juste de Gand, datant de 1473-1474, conservée à la Galleria Nazionale delle Marche dans le palais ducal d'Urbino (salles 21 - 23).

## Histoire
Le retable fut  commandé en 1472 pour l'oratoire de l'église du Corpus Domini d'Urbino. Il demeure en place jusqu'à la destruction de l'oratoire en 1703. Il est alors transféré dans l'église Sant'Agata et rejoint les collections du palais ducal d'Urbino en 1881.
Sa particularité est sa prédelle : Le Miracle de l'hostie profanée de Paolo Uccello, qui, ayant été exécutée en 1467-1469, avant la commande du retable, provoqua le refus de Piero della Francesca, requis pour le panneau principal.

## Thème
C'est celui de la première communion des apôtres, qui prend le nom dans l'iconographie chrétienne, du sujet de l'institution de l'Eucharistie, rassemblant les disciples du Christ recevant le pain.
La présence de figures saintes (anges, une mère et son enfant), de personnages du temps de la commande (en l'occurrence Federico da Montefeltro et sa cour) tous témoins anachroniques de  l'initiation du rite, en fait également une Conversation sacrée.
Plus qu'une représentation classique de la Cène, le dernier repas pris par le Christ et ses apôtres, la présence formelle de l'hostie instaure l'institution même.

## Description
Dans une scène d'intérieur dans un décor à colonnes, le Christ debout, habillé de bleu clair, placé au centre de la composition, se penche et donne une hostie à un de ses fidèles agenouillé. Les autres disciples, agenouillés et les mains jointes également, sont placés de part et d'autre devant la table de la Cène, qui comprend les reliefs du dernier repas.
Federico et sa cour, accompagné d'un dignitaire oriental (Caterino Zeno, l'ambassadeur du Shah de Perse ?) se tiennent debout, à droite en retrait du premier plan ; ils tournent leur regard vers la communion des apôtres.
Federico est, comme il se doit, conventionnellement, représenté de profil (masquant ainsi sa défiguration subie lors d'un tournoi).
Outre deux anges, habillés de bleu, aux ailes chamarrées, volant et surplombant la scène de part et d'autre, on aperçoit, dans une encoignure, une mère tenant son enfant sur ses genoux (le jeune Guidobaldo, fils du duc ?).
Le ciel est visible à travers de hautes ouvertures dans l'architecture en abside du fond de la scène et  une ouverture à droite montre des architectures médiévales qu'on suppose d'être de Gand ou de Bruges plutôt que les tours Renaissance du palais ducal d'Urbino

## Analyse
Tout indique la célébration de l'Eucharistie dans une église : les hauteurs architecturales et le fond absidial au-delà de la table de communion couverte d'un drap blanc, les ustensiles coupe et ciboire, la présence du pain et du vin, de l'hostie donné par le célébrant au fidèles. La Mère et l'enfant placés au fond en groupe statuaire d'église de la Vierge à l'Enfant alimente le propos.